# Celia Segura Rodríguez
Celia Segura Rodríguez (Barcelona, 10 de març de 2007) és una futbolista catalana que juga com a davantera al FC Barcelona B femení. Té el rècord anotador de la Masia quan anotà 121 gols la temporada 18/19 quan jugava amb l'Aleví femení. Ha sigut internacional amb les categories inferiors de la selecció espanyola.

## Palmarès
- Medalla de plata Mundial sub-17 (2024)
- Bota de bronze Mundial sub-17 (2024)
- Pilota de bronze Mundial sub-17 (2024)[3]